# Abdülkerim Nadir Pacha
Abdülkerim Nadir Pacha aussi connu sous les noms Çırpanlı Abdi Pacha ou Abdul Kerim Pasha, né en 1807 à Tchirpan (Empire ottoman) et mort en février 1883 à Rhodes (Empire ottoman)), est un militaire ottoman, commandant de l'armée de Roumélie pendant la guerre russo-turque de 1877-1878. 

## Biographie
Il devient officier de l'armée ottomane après une formation militaire à Istanbul. Il est ensuite envoyé à Vienne en Autriche pour poursuivre sa formation (1836-1841).
Pendant la guerre de Crimée (1853-1856), il dirige les forces militaires de l'Empire ottoman stationnées dans l'est de l'Anatolie, d'où il mène plusieurs attaques contre les forces russes défendant Gyumri au nord-ouest de l'Arménie. Il dirige la forteresse de Kars et remporte la bataille de Bayandir. En janvier 1854, à la suite d'un échec militaire d'Ahmet Pasha, il perd le commandement de ses unités. Après la guerre de Crimée, il est nommé gouverneur de la Thessalonique.
En 1876, il est élu sénateur au Parlement ottoman, même s'il poursuit une carrière militaire et étouffe plusieurs émeutes en Serbie en 1877. À cause de ces succès, il est nommé commandant de l'armée de Roumélie pendant la guerre russo-turque de 1877-1878. Après plusieurs échecs militaires, il est jugé en cour martiale. Il est exilé sur l'île de Rhodes, où il meurt en 1883.